# Шахрух (ширваншах)
Шахрух (1520–1539) — останній ширваншах в 1535—1538 роках.

## Життєпис
Походив з династії Дербенді. Син ширваншаха Фаррух Ясара II. Народився 1520 року. 1528 року після повалення батька вимушений був тікати до родичів в Газікумуського шамхальстві. Тут мешкав до 1535 року, коли після смерті стрийка Халілулли II знать вирішила запросити його на трон.
Фактична влада опинилася в декількох груп ширванської знаті, що постійно боролися між собою. До цього додалися економічні негаразди через зменшення володінь держави та сплату данини Персії. Це спричинило потужне повстання 1535 року на чолі із самозванцем, що назвав себе Султан Махмудом, сином Шейх-Ібрагіма II. З великими труднощами його було придушено.
За цим 1537 року Горчубаши-Бадар, що зазнав поразки у боротьбі за владу серед опікунів, звернувся по допомогу до перського шахіншаха Тахмаспа I. Довідавшись про це ширваншах звернувся по допомогу до османського султана Сулеймана I, зобов'язавшись визнати його зверхність (в цей час точилася османо-сефевідська війна). Також уклав союз з Дервиш-Мухаммед-ханом, правителі Шекі.
1535 року 20-тисячне перське військо на чолі із бейлербеєм Алгас Мірзою вдерлися до Ширвану. після швидкого захоплення фортець Сурхаб і Габала ворога було зупинено біля фортеці Гюлістан. Протягом 9 місяців Шахрух разом з шекінським ханом чинив спротив, але так й не отримав османської допомогу. Спочатку зазнав поразки біля фортеці Бугурт, а потім після запеклої облоги вимушений був здатися. Шахруха було відправлено до Тебризу, де 1539 року страчено. Ширванська держава увійшла до складу Персії, ширванську знать здебільшого знищено, а її землі було передано вождям кизилбашів.